# VNV Nation
«VNV Nation» — британський музичний гурт, що працює у таких жанрах, як futurepop та EBM. Сам колектив складається з двох учасників: ірландця Ронана Гарріса та англійця Марка Джексона. Наразі дует базується у Гамбурзі, Німеччина.
«VNV» в назві означає скорочення від Victory, not Vengeance (укр. Перемога, а не помста) — девізу, якому слідує група.

## Історія
Початок свого існування VNV Nation бере у Лондоні, де наприкінці 80-х років, Ронан Гарріс (Ronan Harris) створив проєкт під назвою Nation. Сам Гарріс — ірландський емігрант. Музикою він починав займатись ще у Дубліні, але спочатку у нього нічого не виходило. 1987 року він з рідного Дубліна переїжджає до Лондону, в спробі змінити стан речей, а також щоб знайти роботу для оплати музичного обладнання. Саме тоді і з'являється проєкт під назвою Nation. Першою роботою Гарріса у рамках Nation, стало створення альтернативної версії саундтрека до фільму «1984». Проєкт звівся до реміксування існуючого саундтрека в EBM стилістиці з додаванням оркестрових елементів. Наприкінці 80-х Ронан зустрічає Марка Джексона (Mark Jackson), який стає спочатку сесійним ударником проєкту, а потім і повноправним його членом.
У 1990 році виходить перший вініловий сингл групи, Body Pulse, а трохи пізніше ще один — Strength Of Youth. У цьому ж році проєкт на пару років переїжджає до Канади, в Торонто. У Канаді група працює на розігріві у Nitzer Ebb. Ронан починає відчувати, що назва Nation може бути неправильно витлумачено, особливо на EBM сцені, і тому змінює його на VNV Nation, де VNV — абревіатура девізу групи, «victory not vengeance», що означає, що ти повинен завжди намагатися досягти своєї мети, і що не можна ненавидіти людей за те, що вони роблять щось, що ти не можеш зробити. Повернувшись до Лондона, група випускає в 1995 році свій дебютний альбом, «Advance And Follow», який відтоді став раритетом і перевидавався лише у 2001 році.
У 1999 році виходить переломний у їхній кар'єрі альбом «Empires». Ця робота мала широкий комерційний успіх (на чолі німецьких альтернативних чартів DAC, платівка перебувала протягом семи тижнів). При запису цього альбому був використаний тільки один синтезатор (популярний Access Virus) і два (rather low-quality) семплера. Гурт провів успішні клубні гастролі, задля яких, до концертного складу, були запрошенні двоє клавішників.

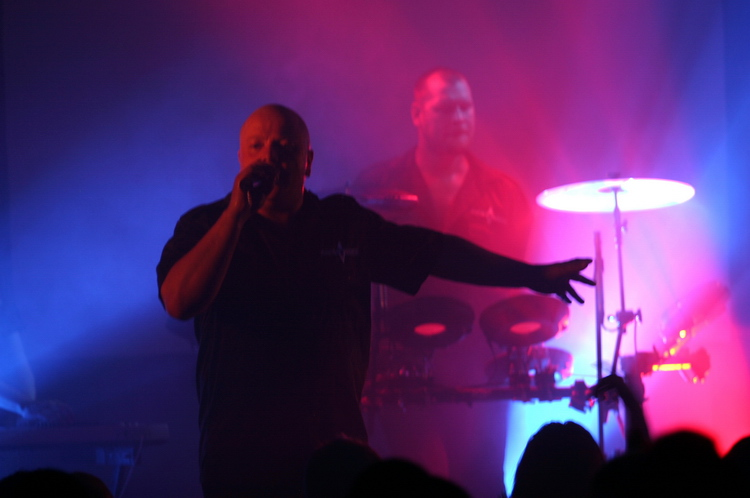
Виступ VNV Nation у Едмонтоні

Наступна робота дуету побачила світ 2002-го року. Вона отримала назву «Futureperfect». Музично, цей третій студійник ознаменував відхід, у багатьох відношеннях, від EBM і максимальним наближенням до синті-попу, включаючи навіть деякі елементи трансу. Крім того, до трек-листу платівки потрапили деякі неокласичні інструментальні п'єси. Ці стилістичні зміни, зумовили ще більше зростання їхньої популярності, при тому далеко не всі їхні «старі» прихільники, сприйняли такі зміни. Показово, що «Futureperfect» був записаний з переважним використанням програмних синтезаторів замість апаратних синтезаторів. Деякі апаратні засоби були використані, але більшість інструментів, використовуваних були програмного забезпечення. У 2002 і 2003 роках, VNV Nation провели декілька успішних світових турне.
Після турів музиканти не поспішають радувати своїх шанувальників новим матеріалом. Вони працюють у студії — роблять чисельні ремікси своїм колегам-музикантам, а також займаються своїми сайд-проєктами. Слід зазначити що після дуже успішного «Futureperfect», на андерграудній сцені, з'явилось багато колективів які наслідували британцям. У той час, у музичній пресі з'являлись публікації, що у VNV Nation скінчився контракт з Mindbase Management / Dependent Records і музиканти мають намір укласти нову угоду вже з мейджор-лейблом. Але, як з'ясувалось згодом, у гурту дійсно закінчився контракт і вони вирішили створити свою власну фірму звукозапису — Anachron Sounds — відтоді, всі релізи проєкту видаються виключно на ньому.
2005-го виходить наступний, вже п'ятий студійний альбом «Matter + Form». В порівняні з попередником він відрізнявся агресивнішим, більш індустріальним звучанням, відчувалось бажання музикантів не стояти на місці і розвиватися далі. Також на відмінну від попередніх робіт гурту, на вокал Харісса не було застосовано жодного спеціального ефекту, і у всіх піснях лунає його «чистий» вокал. Крім традиційних клубних бойовиків, диск містив і низку ліричних композицій.
Наступний студійний альбом VNV Nation «Judgement», вийшов в усьому світі 4 квітня 2007 року. На диску було 10 треків, і стилістично він продовжує еволюцію звуку VNV Nation. Справжнім смарагдом платівки стала композиція «Ilusion», ніжна, лірична балада.
25 квітня 2007 на початку аншлагового шоу у клубі «Метро» в Чикаго, Ронан Гарріс повідомив, що чутки про те що «Judgement» — це останній альбом проєкту є хибними.

## Склад

### Ронан Гарріс
Ронан Гарріс Ronan Harris — вокаліст, продюсер, автор текстів. У минулому він був журналістом і вебдизайнером британського, електронного, дарк-електро журналу «Side-Line». Гарріс також активно співпрацює з своїми колегами по сцені — учасниками інших електронних проєктів. Він є вокалістом у Futurepop-супергурті брудершафт на їх назавжди ЕР, і з'явився у 2006 році альбом Decemberunderground AFI, забезпечуючи електронних послідовностей і ефектів для деяких пісень. Крім того, він випустив у 2001 році Ангели і Агонія альбому Eternity, а також ремікси на неабияку кількість смуг. Він був одним із засновників залежних але залишив мітку після майбутнє VNV's Perfect альбом був випущений. 2006 року Ронан Гарріс заснував свій новий сольний проєкт Modcom, виробництва інструментальної електронної музики, заснованої виключно на використання аналогових синтезаторів і синтезаторів. Гарріс також виконує живі сети DJ.

### Марк Джексон
Марк Джексон Mark Jackson — перкусія, програмування ударних, клавішні. Марк родом з Ессекса, Англія. До своєї музичної кар'єри він працював розробником програмного забезпечення, програмістом і дизайнером у компаніях CompuServe, MSN і Microsoft. Крім участі у VNV Nation, Марк також співпрацює з іншими музикантами і продюсерами андерграудної електронної сцени. Серед проєктів з якими встиг попрацювати Джексон, були: Reaper, Rotersand, Combichrist і Apoptygma Berzerk. Зараз він живе на півдні Франції в області Північна Країна Басків.

## Дискографія

### Студійні альбоми
| Рік  | Альбом                    |
| ---- | ------------------------- |
| 1995 | Advance and Follow        |
| 1997 | Praise the Fallen         |
| 1999 | Empires                   |
| 2002 | Futureperfect             |
| 2005 | Matter + Form             |
| 2007 | Judgement                 |
| 2009 | Of Faith, Power and Glory |
| 2011 | Automatic                 |
| 2013 | Transnational             |

### Сингли та міні-альбоми
- Body Pulse — (12") 1990 — no label
- Strength of Youth — (12") 1990 — no label
- Solitary EP — (CD EP) 1998 — Energy Rekord, Off Beat • (CD EP) 1999 — Dependent Records
- Darkangel — (CD Maxi) 1999 — Dependent Records • (AAC File) 1999 — Metropolis
- Burning Empires/Standing — (2xCD, Ltd Edition [4700 copies]) 2000 — Dependent Records • (AAC File) 2006 — Metropolis
- Advance and Follow (v2) — (CD Album, Remastered, Reissue) 2001 — Dependent Records • (AAC File) 2006 — Metropolis
- Cold — (R rated mig 29 Mix by DJ Kowalski) — (MP3 File) 2001 — no label
- Standing — (CD Maxi) 2000 — Metropolis, Dependent Records
- Genesis — (CD Maxi) 2001 — Dependent Records, Metropolis
- Beloved — (CD Maxi) 2002 — Dependent Records • (AAC File) 2006 — Metropolis
- Honour 2003 — (CD Maxi, Enhanced) 2003 — Anachron Sounds • (AAC File) 2003 — Metropolis
- Chrome — (CD, Promo, MP3 File) 2005 — Anachron Sounds, Metropolis, SubSpace Communications • (CDr, Promo) 2005 — SubSpace
- Crossing the Divide — (Remix Album) 2011 — Anachron Sounds

### Ремікси
Строком на 2011 рік, VNV Nation встигли зробили ремікси на пісні 24-х артистів.
- Combichrist — «All pain is gone»
- AFI — «Miss Murder»
- Mindless Self Indulgence — «Shut me up», «What do they know»
- Joachim Witt — «Wo versteckt sich Gott?»
- Lights of Euphoria — «True Life»
- D.A.F. — «Der Sheriff»
- Boytronic — «Living without you»
- Revolution By Night — «Faithless»
- Deine Lakaien — «Where you are»
- De/Vision — «I regret»
- Ironbase — «Maschine Eisenbass Rockt»
- Ravelab — «Push»
- Project Pitchfork — «Existence»
- Apoptygma Berzerk — «Kathy's Song»
- Theatre of Tragedy — «Machine»
- Suicide Commando — «Hellraiser»
- Phillip Boa — «So what»
- Claire Voyant — «Majesty»
- Das Ich — «Destillat»
- In Strict Confidence[en] — «Industrial Love»
- Wumpscut: — «Totmacher»
- !Aiboforcen — «E.W.I.F»
- Bio-Tek — «Die-Sect»